# Kauffman Motor Car Company
Kauffman Motor Car Company, vorher Advance Motor Vehicle Company, war ein US-amerikanischer Hersteller von Automobilen.

## Unternehmensgeschichte
Die Advance Motor Vehicle Company entstand 1909 als Zusammenschluss des Fahrzeugherstellers Hatfield Motor Vehicle Company und des Zulieferers Kauffmann Buggy Company. Der Sitz blieb in Miamisburg in Ohio. Die Produktion von Automobilen wurde fortgesetzt. Der Markenname lautete nun Kauffman. Nach ein oder zwei Jahren änderte sich die Firmierung in Kauffman Motor Car Company. 1912 endete die Produktion.

## Fahrzeuge
Im Angebot stand nur das Model C. Es hatte einen überarbeiteten luftgekühlten Vierzylindermotor, der 20 PS leistete. Im Gegensatz zum Highwheeler Hatfield war es ein niedrig gebautes Fahrzeug. Das Fahrgestell hatte 264 cm Radstand. Die Karosseriebauform war ein Roadster mit vier Sitzen.